# Норицын, Леонид Фёдорович
Леони́д Фёдорович Норицын (1916 — неизвестно) — советский футболист, нападающий.
В 1937 году провёл две игры на Кубок СССР за ГОЛИФК. В 1938 в составе ленинградского «Зенита» в чемпионате СССР в 9 играх забил три мяча, все с пенальти. В 1939 году провёл один матч за «Авангард».